# Dryden (Ontario)
Dryden es una ciudad canadiense situada en la provincia de Ontario.

## Superficie
Dryden tiene una superficie de 65,58 km².

## Demografía
En 2021, tenía 7388 habitantes, una densidad poblacional de 112,7 hab./km², y 3574 viviendas.